# Bernhard Prokisch
Bernhard Prokisch (* 1. September 1957 in Linz) ist ein österreichischer Kunsthistoriker und Numismatiker.

## Leben
Bernhard Prokisch studierte Kunstgeschichte und Archäologie an der Universität Wien. 1992 kam er nach Linz an das OÖ. Landesmuseum. Er ist Leiter der Abteilung Kulturwissenschaften, Sammlungsleiter Numismatik, Zoll- und Finanzgeschichte der Oberösterreichische Landesmuseen. Er ist Privatdozent für Numismatik an der Universität Wien.
Ab Februar 2018 war Prokisch nach dem Abgang von Gerda Ridler interimistischer Wissenschaftlicher Leiter der OÖ. Landesmuseen (Linzer Schlossmuseum, Landesgalerie usw.).
Er ist Autor einiger Publikationen, Fachbeiträge sowie Ausstellungskataloge. Er wurde 2014 mit der Wolfgang-Hahn-Medaille ausgezeichnet.

## Publikationen (Auswahl)
- Die Sammlung Kastner. Band 4. Münzen. OÖ. Landesmuseum, Linz 1997.
- mit Lothar Schultes: Gotik Schätze. Oberösterreich. Katalog des OÖ. Landesmuseums, Bibliothek der Provinz, Linz 2002, ISBN 978-3-85252-472-6.
- mit Thomas Kühtreiber (Hrsg.): Der Schatzfund von Fuchsenhof. Verlag Bibliothek der Provinz 2004, ISBN 3-85474-126-X.
- Die Sammlung von Bergbaugeprägen des Karl Ritter von Ernst. Münzen, Marken, Medaillen, Rechenpfennige und Jetons aus dem 15. bis 20. Jahrhundert. Wien 2016, ISBN 978-3-902183-24-8.
- Gerda Ridler (Hrsg.), Bernhard Prokisch (Red.): Schlossmuseum Linz. Schätze aus Oberösterreich. Bibliothek der Provinz 2016, ISBN 978-3-99028-534-3.